# Blue Mountain (Ontario)
Blue Mountain – kanadyjski ośrodek narciarski położony w prowincji Ontario. Leży w pobliżu Collingwood, administracyjnie jest częścią gminy Blue Mountains. Ośrodek powstał w 1941 roku, dolna stacja znajduje się na wysokości 226 m, a górna na wysokości 452 m n.p.m. Znajdują się tu 42 trasy i 3 snowparki obsługiwane przez szesnaście wyciągów, w tym jedną kolejkę gondolową. 
Regularnie odbywają się tu zawody Pucharu Świata w narciarstwie dowolnym i Pucharu Świata w snowboardzie.

## Galeria

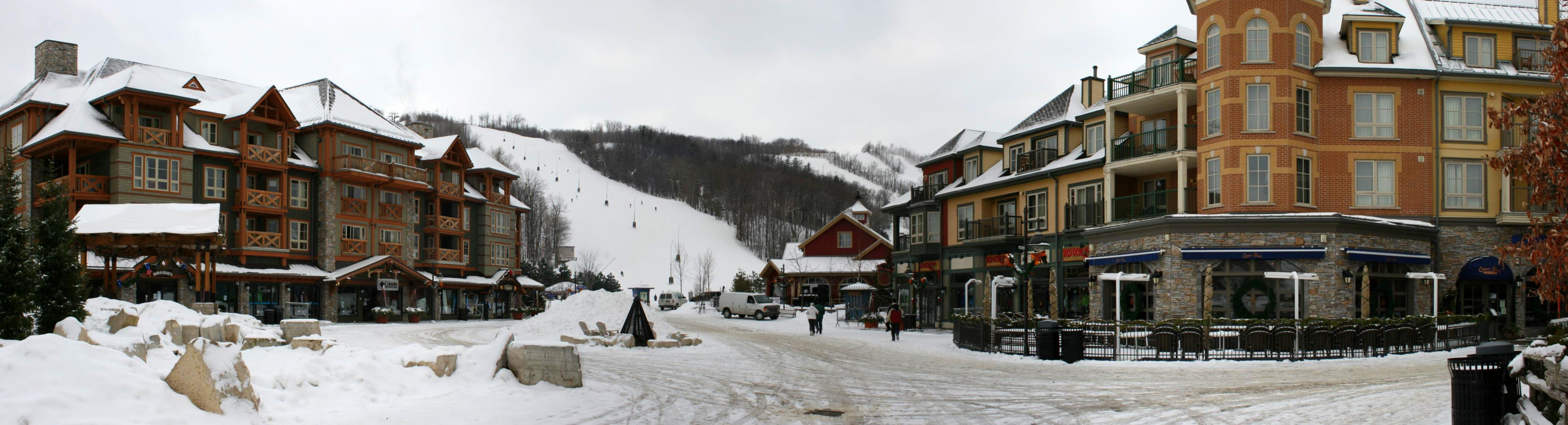
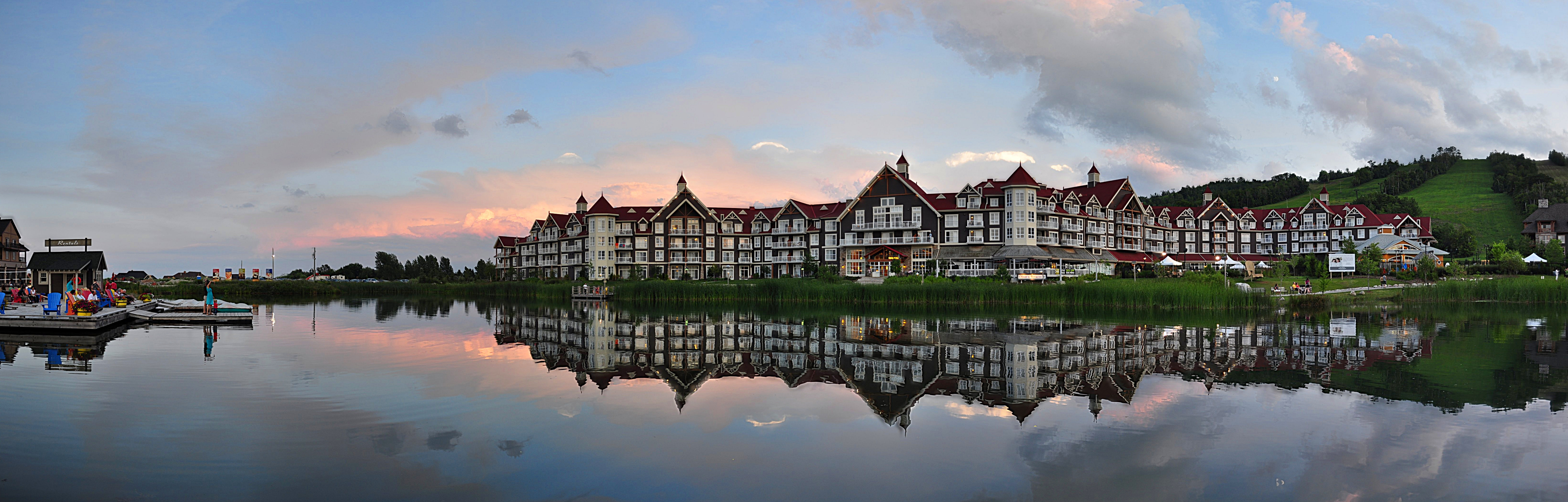
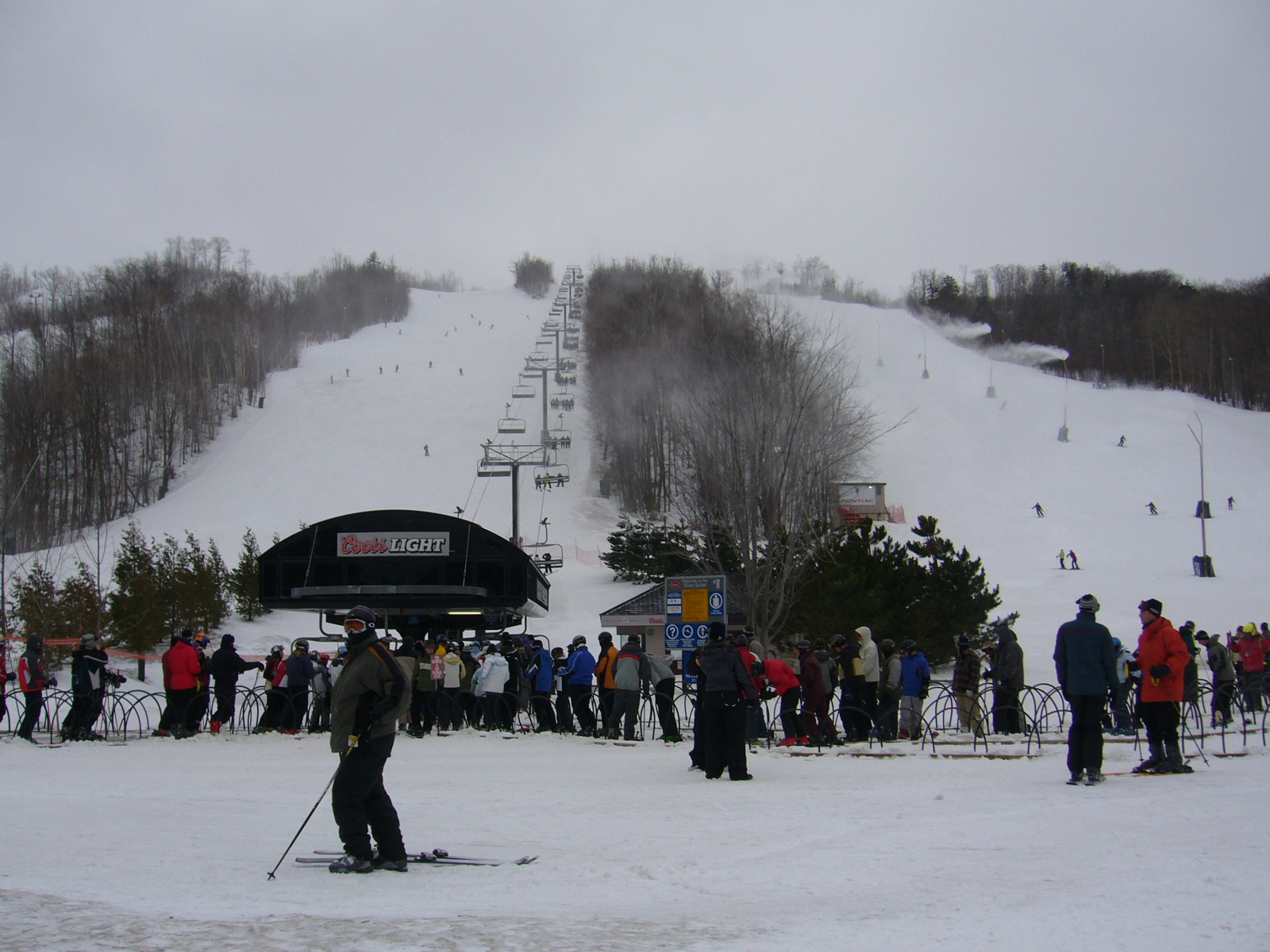